# راي ديلان
راي ديلان (بالإنجليزية: Ray Dylan)‏ هو مغني جنوب أفريقي، ولد في 15 أغسطس 1978 في Odendaalsrus ‏ في جنوب أفريقيا.

## وصلات خارجية
- الموقع الرسمي
- راي ديلان على موقع ميوزك برينز (الإنجليزية)